# Prise de Minorque (1708)
Pour les articles homonymes, voir Bataille de Minorque.
Guerre de Succession d'Espagne
Batailles
Campagnes de Flandre et du Rhin
- Landau (1702)
- Friedlingen (1702)
- Kehl (1703)
- Ekeren (1703)
- Höchstädt (1703)
- Spire (1703)
- Schellenberg (Donauworth) (1704)
- Blenheim (1704)
- Landau (1704)
- Vieux-Brisach (1704)
- Eliksem (1705)
- Ramillies (1706)
- Stollhofen (1707)
- Cap Béveziers (1707)
- Cap Lizard (1707)
- Audenarde (1708)
- Wynendaele (1708)
- Lille (1708)
- Gand (1708)
- Malplaquet (1709)
- Douai (1710)
- Bouchain (1711)
- Denain (1712)
- Bouchain (1712)
- Douai (1712)
- Landau (1713)
- Fribourg (1713)

Campagnes d'Italie
- Carpi (1701)
- Chiari (1701)
- Crémone (1702)
- Luzzara (1702)
- Verceil (1704)
- Cassano (1705)
- Nice (1705-1706)
- Calcinato (1706)
- Turin (1706)
- Castiglione (1706)
- Toulon (1707)
- Gaeta (1707)
- Cesana (1708)
- Syracuse (1710)

Campagnes d'Espagne et de Portugal
- Cadix (1702)
- Vigo (navale 1702)
- Cap de la Roque (1703)
- Gibraltar (août 1704)
- Ceuta (1704) (es)
- Málaga (1704)
- Gibraltar (1704-1705)
- Marbella (1705)
- Montjuïc (1705)
- Barcelone (1705)
- Badajoz (1705)
- Barcelone (1706)
- Murcie (1706) (es)
- El Albujón (1706) (es)
- Santa Cruz de Ténérife (1706) (en)
- Almansa (1707)
- Xàtiva (1707)
- Ciudad Rodrigo (1707) (en)
- Lérida (1707)
- Tortosa (1708)
- Minorque (1708)
- Gudiña (1709)
- Almenar (1710)
- Saragosse (1710)
- Brihuega (1710)
- Villaviciosa (1710)
- Barcelone (1713-1714)

Campagnes de Hongrie
- Saint-Gotthard (1703) (en)
- Biskupice (1704) (en)
- Smolenice (1704) (en)
- Koroncó (1704) (en)
- Zsibó (1705) (en)
- Saint-Gotthard (1705) (en)
- Trenčín (1708) (en)

Antilles et Amérique du sud
- Santa Marta (1702)
- Guadeloupe (1703)
- Nassau (1703)
- Colonia del Sacramento (1704)
- Carthagène (1708)
- Rio (1710)
- Carthagène (1711)
- Rio (1711)
- Cassard (1712)

La capture de Minorque est une bataille qui s'achève par la capture de l'île de Minorque, appartenant au royaume d'Espagne par des forces anglo-hollandaises agissant pour le compte de l'empereur Charles VI du Saint-Empire, revendiquant le trône d'Espagne en septembre 1708 pendant la guerre de Succession d'Espagne. Les Britanniques annexent par la suite l'île qui devient leur possession après le Traité d'Utrecht (1713).

## Contexte
Depuis 1702, une guerre est en cours pour le trône d'Espagne, la Grande-Bretagne et les Provinces-Unies soutenant le candidat autrichien alors que le royaume de France et ses alliés soutiennent le duc d'Anjou. En 1704, une flotte anglo-hollandaise capture Gibraltar affronte une flotte franco-espagnole à la bataille de Vélez-Málaga. Les forces alliées débarquent également en Catalogne où elles capturent Barcelone en 1705. Les Catalans soutiennent assez largement le candidat autrichien et nombreux sont ceux qui rejoignent les armées alliées.

## Le débarquement sur Minorque

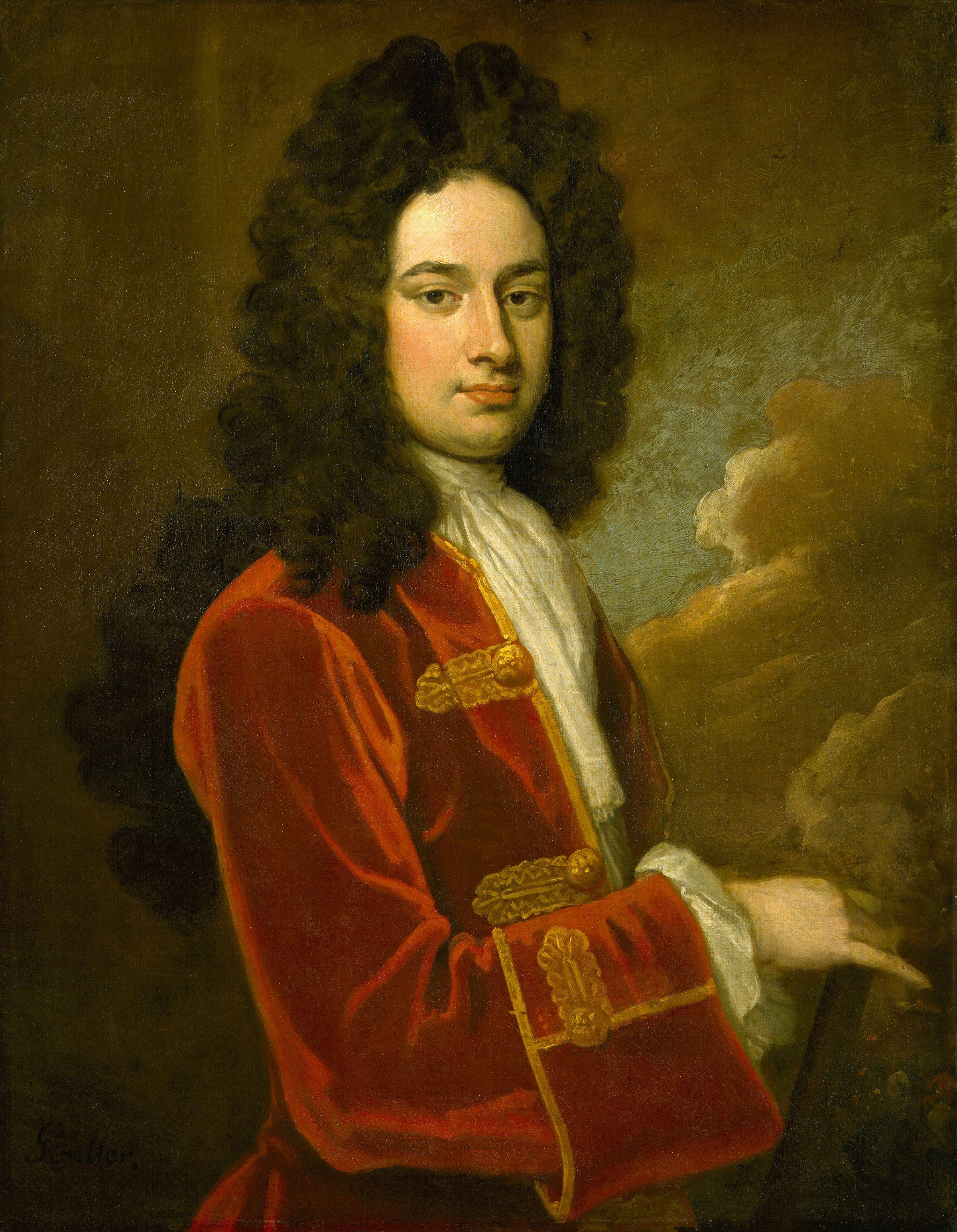
Le général James Stanhope commandant de la force qui capture Minorque.

Le 14 septembre 1708, une force navale anglo-hollandaise, sous le commandement du général James Stanhope débarque sur l'île de Minorque et commence un siège de la capitale Port Mahon. Les habitants de l'île étaient, comme la plupart des Catalans pro-Autrichiens, et accueillent les soldats britanniques et hollandais en libérateurs. Une semaine plus tard, la garnison franco-espagnole en poste sur place capitule.

## Conséquences
Réalisant le potentiel que Minorque représenterait comme base navale dans la Méditerranée après Gibraltar, les Britanniques décident de prendre contrôle de l'île - dont ils reçoivent la souveraineté à la signature du Traité d'Utrecht. Après la capture de l'île les échanges commerciaux avec la Grande-Bretagne explosent et l'île connait une certaine prospérité, les Britanniques dépensant des sommes importantes pour reconstruire les fortifications de l'île.
L'île change plusieurs fois de souveraineté jusqu'en 1802 date à laquelle elle est rendue à l'Espagne. Pendant tout le XVIIIe siècle, Minorque est une base navale britannique majeure et participe au système de défense de la Grande-Bretagne en Méditerranée.